# Râul Durău
Râul Durău este un curs de apă, afluent al râului Schitu.

## Bazin hidrografic
Râul Durău este un curs de apă din bazinul hidrografic al râului Siret.

## Hărți
- Harta Munții Ceahlău -- Ceahlău Arhivat în 28 iunie 2008, la Wayback Machine. pe website-ul Mielu. ro